# Midem
Midem és l'acrònim per Marché international du disque et de l'édition musicale (en català: Mercat Internacional d'Edició Discogràfica i Musical), el qual és organitzat anualment al Palau de Congressos de Canes, França. El Midem és considerada la trobada dels agents de l'ecosistema de la música més important a nivell internacional.